# Margrit Glogau-Urban
Margrit Glogau-Urban (geboren 1941 in Hamburg) ist eine deutsche Juristin und ehemalige Richterin.

## Ausbildung
Margrit Glogau-Urban absolvierte ihr Jurastudium und Referendariat in Hamburg, Marburg und Berlin.

## Beruflicher Werdegang
Margrit Glogau-Urban war Richterin am Landgericht Hamburg für Zivil- und Strafsachen. Ab Juli 1975 war sie Richterin am Amtsgericht Hamburg-Altona. Bis zur Pensionierung arbeitete sie als Jugendrichterin in Hamburg und Vollstreckungsrichterin der Jugendstrafanstalt Hahnöfersand. Zusätzlich war sie stellvertretende Verfassungsrichterin am Hamburgischen Verfassungsgericht.

## Verfahren
2003 verurteilte Margrit Glogau-Urban einen 21-jährigen Entführer eines Linienbusses zu fünf Jahren Jugendstrafe. 2005 leitete sie einen Prozess gegen einen betrunkenen Hamburger Polizisten, der einen Taxifahrer grundlos würgte. Er erhielt eine Bewährungsstrafe.

## Engagement
Im Juni 2004 wandte sie sich in ihrer Eigenschaft als Vollstreckerin des Jugendstrafvollzugs in einem Offenen Brief zusammen mit Richtern der Strafvollstreckungskammern beim Landgericht Hamburg und anderen Vollstreckungsleitern des Jugendstrafvollzugs an den Hamburger Senat. Darin wandten sich die Unterzeichnenden gegen die überraschende Ankündigung der Schließung der sozialtherapeutischen Anstalten Bergedorf und Altengamme und die Übergangsanstalt Moritz-Liepmann-Haus mit insgesamt rund 150 Haftplätzen entgegen fachlichem Rat geschlossen werden sollten. Es habe in dienstlichen Besprechungen mit dem Strafvollzugsamt stets Einvernehmen darüber bestanden, dass die drei genannten Anstalten zur sachgerechten Erfüllung der gesetzlich vorgeschriebenen Aufgaben des Strafvollzuges benötigt würden.
2005 unterschrieb sie den Hamburger Appell an Justizsenator Kusch, in dem eine bessere Vorbereitung auf die Entlassung aus dem Strafvollzug, der Erhalt des offenen Vollzugs und der sozialtherapeutischen Anstalten gefordert wurden.

## Ämter und Mitgliedschaften
- Vorsitzende des Vereins Partner Hahnöfersand zur Betreuung und Unterstützung der Frauen und jungen Gefangenen auf der Elbinsel[1]
- Tätigkeit im Kinderschutzbund in dem Projekt Familienhilfe[1]

## Privatleben
Margrit Glogau-Urban ist verheiratet und hat zwei Kinder. Sie wohnt in Volksdorf.